# Vlag van Košice

Vlag van Košice (ratio 2:3)

De vlag van Košice, een regio van Slowakije, bestaat net als vier van de zeven andere Slowaakse regionale vlaggen uit vier gekleurde vlakken, waarbij de linker twee vlakken vierkant zijn en de rechter twee elk tweemaal zo groot als een linker vlak. De kleuren in de vlag van Košice zijn geel (linksboven en rechtsonder), rood (rechtsboven) en blauw (linksonder).
De kleuren zijn afgeleid van de dominante kleuren van het regionale wapen, dat hier links staat afgebeeld. Dit wapen is ingedeeld in vier kwartieren die elk een symbool van een of meerdere historische comitaten tonen: linksboven Abov (bovenste helft) en Turnya, rechtsboven Spiš, linksonder Zemplín (bovenste helft) en Uh en ten slotte rechtsonder Gemer.
De vlag werd op 15 april 2002 aangenomen.